# Molí de marea

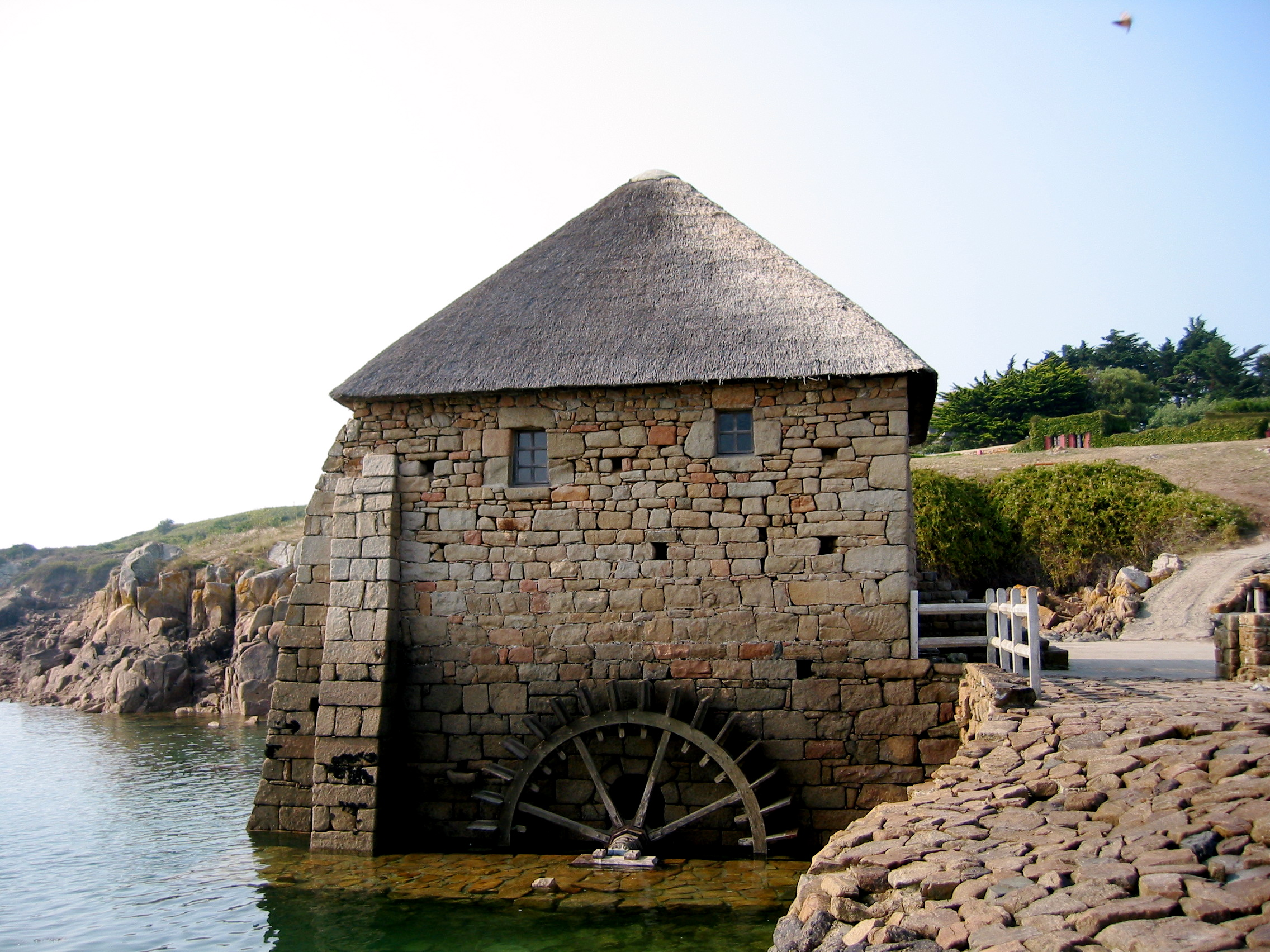
Molí de marea en Île de Bréhat

Un  molí de marea  és aquell que utilitza l'energia de les mareas com força motriu. Quan el mar puja (marea ascendent), plena una conca de reserva per al molí, en la qual l'aigua queda retinguda durant la marea descendent. Durant la marea baixa, les vàlvules que regulen la sortida d'aigua s'obren i l'aigua retinguda s'aboca cap al mar, impulsant la rotació de la roda del molí. Hi ha dos tipus de molí de marea, el de rodet o rodet i el de regolfo.
Molins de marea es poden trobar en diversos llocs d'Europa Occidental. A la Bretanya, Vicomte-sur-Rance, en Île-d'Arz o en Île de Bréhat (Molí del Birlot) són nombrosos, igual que els vestigis que es troben en les costes d'Escòcia o País de Gal·les. També hi ha molins en Espanya, (Muros a Galícia, Illa a Cantàbria, en la ria de Villaviciosa a Astúries o Isla Cristina a Huelva), Regne Unit (Thorrington), Portugal ( Moinho de Maré de Corroios ) o Països Baixos.

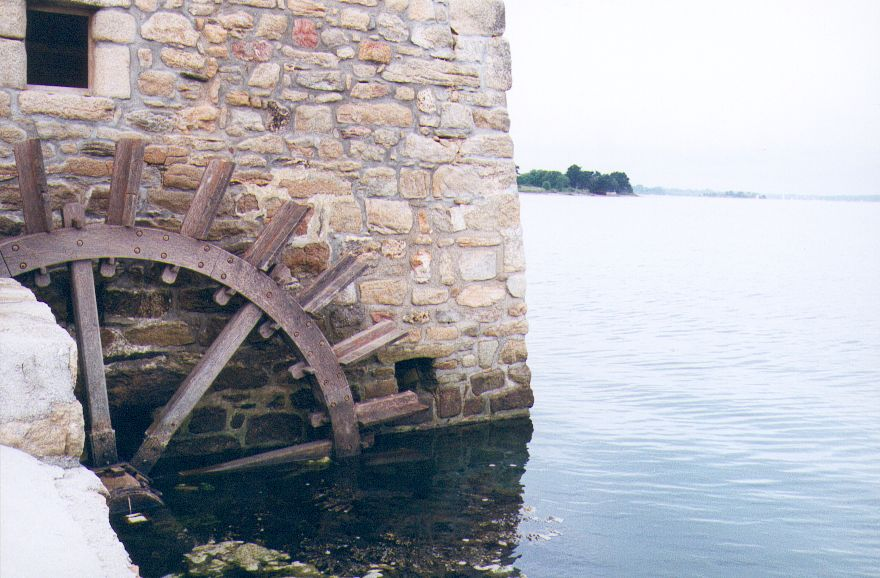
Detall del molí de Île d'Arz.

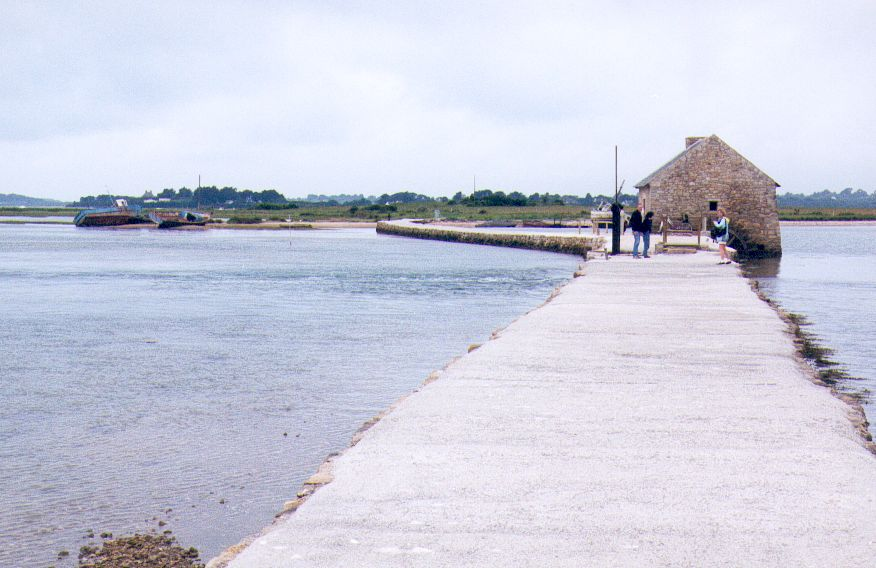
El molí de marea de Île d'Arz.

Des de l'edat mitjana, aquesta tècnica s'utilitza per exemple en Bretanya, en l'estuari del riu Rancé per impulsar molins i moldre llavors. El principi físic d'aprofitar la força que pugui originar la pujada i baixada de les marees utilitzat per a aquests molins, ha estat aprofitat i modernitzat per a la producció d'electricitat en la construcció d'una presa i Central hidroelèctrica (1966), també a l'estuari del Rancé (França).